# Rivière à l'Ours (rivière Ashuapmushuan)
Pour les articles homonymes, voir Rivière à l'Ours et Ours (homonymie).
La rivière à l'Ours est un affluent de rivière Ashuapmushuan, coulant successivement dans le territoire non organisé de Lac-Ashuapmushuan, dans les municipalités de Saint-Félicien et de Saint-Prime, dans la municipalité régionale de comté (MRC) du Domaine-du-Roy, dans la région administrative de Saguenay–Lac-Saint-Jean, dans la province de Québec, au Canada.
La partie supérieure de la vallée de la rivière à l'Ours est desservie par des routes forestières.
La sylviculture constitue la principale activité économique de la partie supérieure de cette vallée, ainsi que les activités récréotouristiques dans la zone de la zec de la Lièvre; l'agriculture, dans la partie inférieure.
La surface de la rivière à l'Ours est habituellement gelée du début de décembre à la fin mars, sauf les zones de rapides; toutefois la circulation sécuritaire sur la glace se fait généralement de la mi-décembre à la mi-mars.[réf. nécessaire]

## Géographie
La rivière à l'Ours tire sa source au lac à l'Ours (longueur: 2,4 km; altitude: 416 m) dans la zec de la Lièvre dans le territoire non organisé de Lac-Ashuapmushuan. Ce lac de tête encaissé entre les montagnes, est surtout alimenté par la décharge (venant du sud-ouest) d'un petit lac non identifié, la décharge (venant de l'ouest) d'un ensemble de lacs dont lac de Nuit, la décharge (venant du nord) d'un ensemble de lacs dont le lac du Hibou et le lac Georges. L'embouchure du lac à l'Ours est située à:
- 26,1 km au sud du centre-ville de Saint-Félicien;
- 26,7 km au sud-ouest du centre-ville de Saint-Prime;
- 28,6 km au sud-ouest de l'embouchure de la rivière Ashuapmushuan;
- 28,1 km au sud-ouest de l'embouchure de la rivière à l'Ours[3].

À partir de l'embouchure du lac à l'Ours, la rivière à l'Ours coule sur 45 km avec une dénivellation de 315 m. La superficie du bassin versant est de 313,39 km2. Le cours d'eau coule surtout en zone forestière (partie supérieure), puis agricole dans la partie inférieure, selon les segments suivants:
- 2,9 km vers l'est en traversant le Petit lac à l'Ours et un autre petit lac non identifié, en recueillant la décharge du lac du Squatter (venant du nord), jusqu'à un coude de rivière correspondant à la décharge de la Petite rivière à l'Ours (venant du sud);
- 28,7 km vers le nord, en courbant vers le nord-est pour recueillir un ruisseau (venant du sud) et formant une boucle vers le sud jusqu'à un coude de rivière correspondant à la décharge du lac du Braconnier; puis coulant vers le nord en recueillant la décharge (venant de l'ouest) d'un ensemble de lacs dont le lac Miroir, en traversant des zones de marais où la rivière serpente, en formant une boucle vers l'ouest pour recueillir un ruisseau (venant de l'ouest), puis passant dans Saint-Prime sur 0,5 km pour ensuite passer dans Saint-Félicien sur 1,1 km, formant un crochet vers l'ouest en fin de segment, jusqu'à un coude de rivière correspondant à un ruisseau (venant de l'ouest);
- 7,4 km vers l'est en recueillant un ruisseau (venant du sud), puis courbant vers le nord, jusqu'à la confluence de la rivière Ovide (venant du sud-est). Note: Dès le début de ce segment, le cours de la rivière à l'Ours forme la limite entre Saint-Félicien (rive nord de la rivière) et Saint-Prime (rive sud);
- 12,3 km vers le nord d'abord en serpentant et en traversant quatre zones de rapides, puis en bifurquant vers le nord-est tout en serpentant, puis vers le nord en fin de segment, jusqu'à la Petite rivière à l'Ours (venant de l'ouest);
- 1,4 km vers le nord-est en formant une boucle vers le sud en fin de segment, jusqu'à la décharge de la rivière du Castor (venant du sud-est);
- 2,3 km vers le nord-est d'abord en coupant le chemin du 3e rang, en serpentant, puis en courbant vers le nord en fin de segment où la rivière coupe la rue Principale (route 169) de Saint-Prime, et le chemin de fer, jusqu’à son embouchure[3].

La rivière à l'Ours se déverse sur rive sud-ouest de la rivière Ashuapmushuan, soit juste en aval d'une presqu'île rattachée à la rive sud et s'étirant vers le nord. À partir de cette confluence, le courant contourne trois îles. Cette confluence est située à:
- 4,0 km au nord-est du centre-ville de Saint-Félicien;
- 7,4 km au nord-ouest du centre-ville de Saint-Prime;
- 5,8 km au nord-ouest de l'embouchure de la rivière Ashuapmushuan;
- 56,3 km à l'ouest du centre-ville d'Alma[3].

À partir de l’embouchure de la rivière à l'Ours, le courant descend le cours de la rivière Ashuapmushuan vers le sud-est sur 7,3 km, puis traverse le lac Saint-Jean vers l'est sur 41,1 km (soit sa pleine longueur), emprunte le cours de la rivière Saguenay via la Petite Décharge sur 172,3 km vers l'est jusqu’à Tadoussac où il conflue avec l’estuaire du Saint-Laurent.

## Toponymie
Le nom de la rivière apparait sur un plan du canton d'Ashuapmushuan, arpenté entre 1858 et 1891. Le toponyme « rivière à l'Ours » a été officialisé le 5 décembre 1968